# Santu Singh
Santu Singh (sinh ngày 18 tháng 9 năm 1995) là một cầu thủ bóng đá người Ấn Độ thi đấu ở vị trí hậu vệ cho Gokulam Kerala FC ở I-League.